# Worf
Worf, fill de Mogh és un personatge fictici de la franquícia Star Trek, interpretat per l'actor Michael Dorn. Apareix a la sèrie de televisió Star Trek: La nova generació (TNG), les temporades quatre a set de Star Trek: Deep Space Nine (DS9), i la tercera i última temporada de Star Trek: Picard, així com als llargmetratges Star Trek: Generations (1994), Star Trek: First Contact (1996), Star Trek: Insurrection (1998) i Star Trek: Nemesis (2002).
Worf és el primer personatge principal klíngon que apareix a Star Trek. En 11 temporades com a personatge regular a TNG, DS9 i Picard, Worf ha aparegut en més episodis de la franquícia Star Trek que qualsevol altre personatge.

## Càsting
Inicialment, Worf no estava pensat per ser un personatge regular, ja que Gene Roddenberry volia evitar les "repeticions de personatges o races que apareixien de manera destacada a la sèrie original de Star Trek". En conseqüència, un retrat del repartiment publicat el juny de 1987 per promocionar la propera sèrie no incloïa Worf.Diversos "actors alts, prims i negres" van fer audicions per a Worf abans que arribés Michael Dorn. El personatge de Worf no sols es va convertir en un habitual de "La nova generació", sinó que va continuar a la sèrie Deep Space Nine durant quatre temporades més (1995–99) i es va parlar d'una sèrie derivada de Worf fins i tot a la dècada del 2010.
Va debutar el 1987 a "Trobada a Farpoint", i va aparèixer per última vegada com a personatge el 2023 a la tercera temporada de Picard. Dorn com a Worf va fer 283 aparicions en pantalla, més de qualsevol actor de la franquícia Star Trek.

## Història familiar
Worf va quedar orfe de petit com a resultat de la massacre de Khitomer i va ser criat per Helena i Sergey Rozhenko. En un episodi, el personatge diu que es va criar al món agrícola Gault i en altres diu que es va criar a Rússia, a prop dels Urals. Experimenta conflictes entre la seva criança i el seu desig d'honorar la seva herència biològica. Té dos germans, cadascun amb les seves respectives històries, així com dos pares humans adoptius i un fill. Els episodis importants de "Star Trek" per a la família de Worf són "L'aliança", "Els pecats del pare", "Família", "Reunió" i "Cap a casa" a "La nova generació", i "Sons of Mogh" i "You Are Cordially Invited" a "Deep Space Nine".
La Casa Mogh era una família d'alt rang social i polític, i durant un temps va estar representada al Consell Superior Klíngon. A Star Trek VI: The Undiscovered Country (ambientada uns 70 anys abans que comencés l'era de La nova generació), el Coronel Worf (també interpretat per Dorn) apareix com a defensor legal del capità James T. Kirk i del Dr. Leonard McCoy després que siguin acusats d'assassinar el canceller Gorkon del Consell Superior Klíngon. També va ser membre de la delegació klingon al Camp Khitomer. Tot i que no s'indica explícitament, es pretenia que fos l'avi i l’epònim de Worf.
Worf té un fill anomenat Alexander amb una dona mig humana mig klíngon anomenada K'Ehleyr, un personatge introduït a "L'emissària"; tanmateix, més tard mor a "Reunió", una "seqüela" d'aquell episodi i part de l'arc argumental de Worf, deixant Worf com a pare solter. Alexander ha de viure a bord de l'"Enterprise"-D quan K'Ehleyr mor. Després que "TNG" acabi, Worf és traslladat a l'estació espacial Espai Profund 9, on finalment es casa amb el simbiont Trill Jadzia Dax. (Vegeu "You Are Cordially Invited".) A "DS9", Worf troba a faltar la "família" de l'"Enterprise"-D que tenia, sovint lamentant-se de l'ètica de treball de baix cost i l'hostilitat a la posició avançada rebel.
L'episodi "Els pecats del pare" presenta Kurn, el germà perdut de Worf, que també és orfe de la Casa de Mogh. Els pares adoptius de Worf tenen un fill biològic, Nikolai Rozhenko, amb qui Worf va créixer. Nikolai i Worf parlen a "Cap a casa", on es revela que Worf probablement tindrà un nebot o una neboda. A "L'aliança" (TNG T3E5, emès el 1989), Worf adopta un nen orfe a la Casa de Mogh. Al primer episodi de Star Trek escrit pel guionista Ron Moore, l'orfe Jeremy (interpretat per Gabriel Damon) té una cerimònia klíngon especial per ser adoptat per la família de Worf.
| «                            | Uniu-vos a mi en el R'uustai, el Vincle. Formaràs part de la meva família ara i per sempre. Serem germans. | » |
| — Worf a Jeremy, "L’aliança" | |   |

## Línies temporals

### Antecedents
Worf va néixer l'any 2340 a Qo'noS (el món natal dels klíngons) com a fill de Mogh. Cinc anys més tard, els seus pares es van traslladar a la colònia de Khitomer. Els pares de Worf van morir durant un atac sorpresa dels romulans a la base avançada de Khitomer. La crida de socors de la colònia va ser resposta per la nau estel·lar de la Federació USS "Intrepid". El suboficial Sergey Rozhenko va trobar Worf entre les runes i el va acollir després de no trobar cap parent viu. Rozhenko i la seva dona Helena el van criar en una petita colònia agrícola al planeta Gault, un món d'uns 20.000 habitants, gairebé tots humans. Worf també té un germà humà, Nikolai, amb qui sovint es barallava. També va passar un temps a la Terra, a la ciutat natal dels seus pares, Minsk, i més tard la va recomanar a Miles O'Brien com un dels seus llocs preferits de la Terra..
Worf no va prendre el cognom dels Rozhenko, preferint ser anomenat amb la designació klíngon, "Worf, fill de Mogh". Tanmateix, el seu fill, Alexander Rozhenko, que va ser criat pels Rozhenko després de la mort de la seva mare, K'Ehleyr, sí que va fer servir el seu cognom. Tot i que Worf va ser criat per humans, ell es considerava klíngon de cor i va estudiar a fons les maneres del seu poble. De gran, els seus gestos i personalitat, així com el seu sentit innat de l'honor, es van tornar més klíngons que humans.
El germà de Worf, Kurn, que amb prou feines tenia un any en el moment de l'atac de Khitomer, havia estat deixat al món natal klíngon, Qo'noS, pels seus pares. Lorgh, un amic de la Casa de Mogh (que només apareix als diàlegs de l'episodi "Els pecats del pare"), va ser l'encarregat de la cura del fill petit, ja que originalment esperava que l'estada de Mogh a la base avançada de Khitomer fos de curta durada. Lorgh va adoptar Kurn després de l'atac, però va informar a les autoritats klíngon que havia mort amb la resta de la família. No es va revelar que Kurn era viu fins que tots dos germans van ser adults.
L'any 2357, Worf va entrar a l'Acadèmia de la Flota Estel·lar. Es va graduar el 2361 i va ser nomenat amb el rang d'Alferes, convertint-se en el primer oficial klíngon de la Flota Estel·lar. Tot i que Worf sentia un immens orgull i sentit de l'honor per servir a la Flota Estel·lar, la majoria dels altres klíngons van rebutjar i menysprear la seva elecció de vocació.
El 2359, es va relacionar breument amb K'Ehleyr, que era filla d'un pare klíngon i una mare humana.

### La nova generació

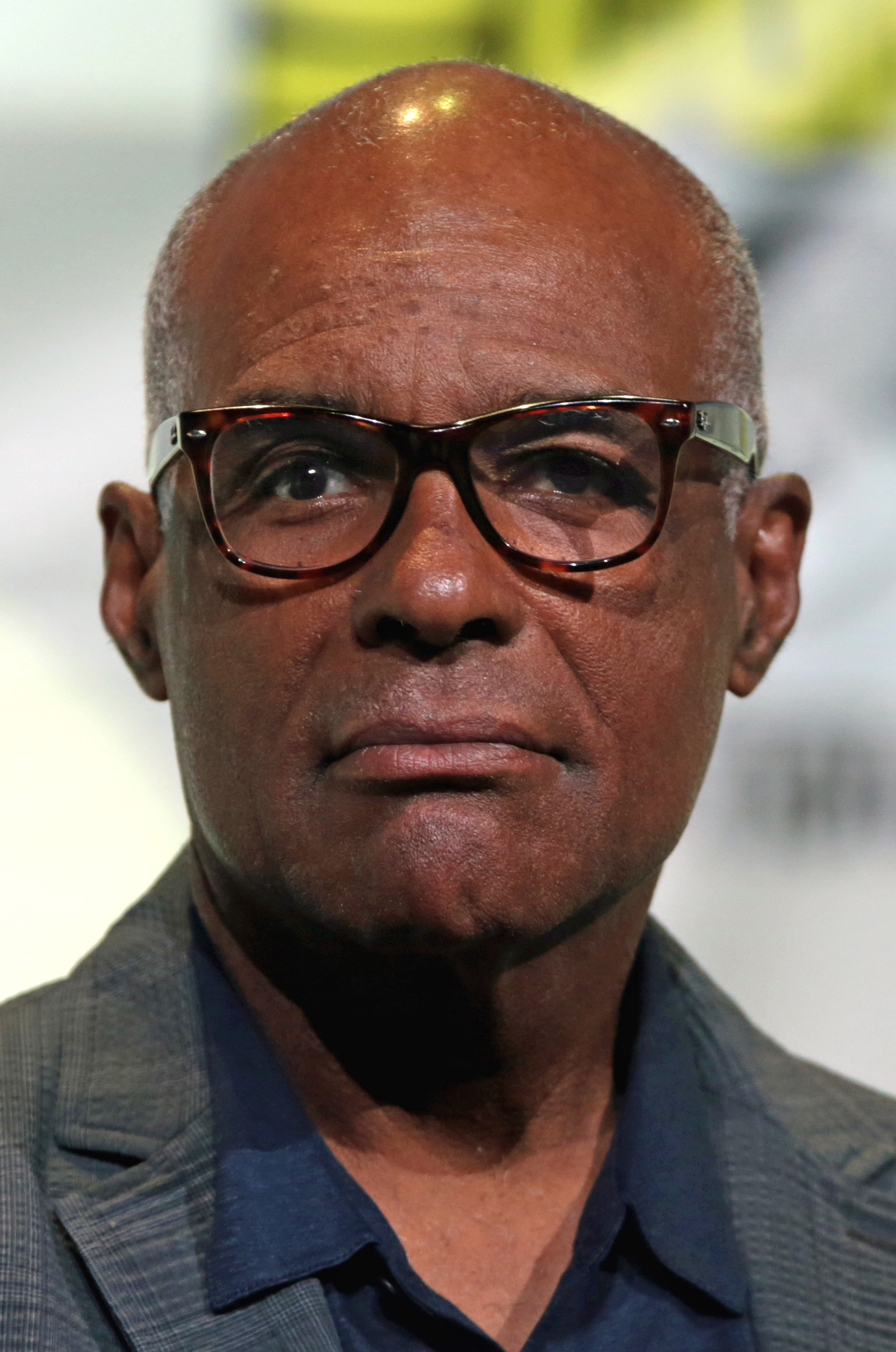
L’actor Michael Dorn interpreta Worf.

L'any 2364, Worf va ser assignat a l'USS Enterprise-D com a oficial de control de vol de relleu i tàctic amb el rang de tinent júnior (TNG: "Trobada a Farpoint ") sota el comandament del capità Jean-Luc Picard. L'any següent, va ser nomenat cap de seguretat interí després de la mort de Tasha Yar, tot i que creia que un ascens a causa de la mort d'un camarada no era honorable (TNG: "Pell de diable"). L'any següent, va ser transferit a la divisió d'operacions i va ser nomenat formalment Cap de Seguretat (TNG: "El nen").
El 2365, va renovar la seva relació amb K'Ehleyr quan ella va pujar a bord de l'Enterprise com a emissària de la Federació en una missió urgent. Li va proposar matrimoni, però va ser rebutjat (TNG: "L'emissària").
El 2366, va ser ascendit a tinent (TNG: "Evolució"). Després que un accident causés la mort de la tinent Marla Astor, Worf va portar l'orfe Jeremy Astor a la Casa de Mogh a través del ritu de R'uustai (TNG: "L'aliança").
Worf va saber de l'existència de Kurn quan Kurn va ser assignat a l'"Enterprise" com a oficial d'intercanvi. Kurn va demanar específicament l'"Enterprise" per poder observar el seu germà. Aleshores va revelar la seva veritable identitat, informant a Worf que el rival de la Casa de Mogh, Duras, acusava el seu pare de trair l'Imperi Klíngon ajudant els romulans a atacar Khitomer. Quan ells i la tripulació de l'"Enterprise" van descobrir que, de fet, havia estat el pare de Duras qui havia traït l'Imperi, Worf, adonant-se que la poderosa Casa de Duras no podia ser avergonyida públicament sense llançar l'Imperi a una guerra civil, va acceptar una desacreditació ritual de l'Alt Consell Klíngon. Mentre que Worf va decidir acceptar aquesta deshonra, es va decidir mantenir en secret la veritable identitat de Kurn per protegir el seu honor (i deixar en pau la Casa de Mogh en conjunt) ("TNG": "Els pecats del pare").
El 2367, K'Ehleyr va tornar amb el canceller klíngon K'mpec, que havia vingut a reunir-se amb el capità Picard. Quan va pujar a bord, Worf va saber que tenia un fill anomenat Alexander. Ella volia casar-s'hi, però Worf s'hi va negar perquè no volia compartir la seva deshonra amb ella i el seu fill (TNG: "Reunió").
Després de la mort de K'mpec, va ajudar el capità Picard amb el ritu de successió. K'Ehleyr va ser finalment assassinada per Duras quan va trobar proves de la seva implicació en l'esforç per desacreditar Worf (i per què va ser descartat). Exercint el seu dret de venjança, Worf va lluitar i matar Duras amb un bat'leth en un duel, permetent que l'oponent polític de Duras, Gowron, es convertís en canceller (TNG: "Reunió").
Una guerra civil va esclatar quan el fill dels Duras, Toral, va desafiar Gowron. Worf creia que Gowron era el governant legítim i va convèncer el seu germà perquè portés forces lleials a la batalla en nom de Gowron. Worf va dimitir de la Flota Estel·lar per lluitar per Gowron i va servir a la nau del seu germà. Gowron va guanyar la guerra després que la Flota Estel·lar exposés el suport romulà a la Casa de Duras. En agraïment pel seu suport, el canceller Gowron va restaurar l'honor de Worf, permetent a Kurn un escó a l'Alt Consell com a germà i representant reconegut de la Casa de Mogh (TNG: "Redempció, Part I"). Un cop acabada la guerra, Worf va recuperar la seva comissió a la Flota Estel·lar, reconeixent que no pertanyia plenament a la societat klingon (TNG: "Redempció, Part II").
L'any 2369, mentre l'Enterprise era a Espai Profund 9, Worf va investigar una afirmació que el seu pare encara podria ser viu en un camp de presoners romulà. El seu pare no hi era (de fet, havia mort durant la batalla de Khitomer), però diversos klíngons hi vivien amb els romulans. Incapaços de tornar a casa amb honors, ja que se suposa que els klíngons se suïciden en lloc de ser fets presoners, es van quedar i es van desviar de la seva forma de vida. La visita de Worf va tenir un efecte profund en els fills dels presoners i molts van optar per marxar amb ell (TNG: Drets de naixement).
La visita de Worf al campament el va fer reconsiderar les seves pròpies creences. Va visitar el monestir de Boreth per meditar. Un dia, un home va aparèixer davant seu afirmant ser Kahless l'Inoblidable, que havia tornat per liderar l'Imperi una vegada més. Worf estava disposat a considerar la idea que Kahless fos genuí perquè creia que els klíngons havien perdut el camí. Gowron era escèptic. Va interrogar Kahless sobre detalls dels seus records, que Kahless no podia recordar, i després va desafiar Kahless a combatre, derrotant-lo fàcilment. La derrota va obligar els clergues a revelar que havien creat un clon de Kahless i havien implantat antigues escriptures de les batalles de Kahless com a records seus. Malgrat això, Worf es va convèncer que els klíngons farien un acte de fe i l'acceptarien com a hereu legítim de Kahless. Va convèncer els klíngons de nomenar el nou Kahless com a emperador. Mentre el poder real romangués amb Gowron com a cap de govern, l'emperador seria el cap d'estat formal i ensenyaria les històries de Kahless. Gowron va ser induït a acceptar aquest acord quan Worf va amenaçar en privat que s'hi oposaria públicament, cosa que Gowron, encara sense el control total de l'Imperi, no es podia permetre. (TNG: "El successor").
Worf va evitar els afers romàntics amb persones no klíngon durant els seus primers anys a bord de l'Enterprise-D. Tal com Worf va explicar tant al Comandant Riker com a Guinan, sentia que les dones no klíngon serien massa fràgils i que hauria de contenir-se massa. Finalment va desenvolupar forts sentiments per la consellera Deanna Troi i va explorar una relació amb ella durant un temps, cosa que de vegades va tensar la seva relació amb el seu antic interès romàntic, el comandant Riker. Worf i Troi semblaven acabar la seva relació després de la destrucció de l'Enterprise-D a Veridian III i la reassignació de Worf a Espai Profund 9.

### Deep Space Nine
El 2371, va ser ascendit a tinent comandant (Star Trek: Generations). Després de la destrucció de l' Enterprise-D, Worf es va prendre un permís prolongat per avaluar el seu futur. Era en un monestir de la colònia klíngon de Boreth quan se li va ordenar anar a Espai Profund 9 per assessorar el Capità Sisko quan una flota klíngon es va concentrar a l'estació. Quan va arribar, va ser rebut per l'exmembre de la tripulació de l'Enterprise-D i cap d'operacions d’Espai Profund 9, Miles O'Brien. (DS9: "The Way of the Warrior").
Worf va saber que els klíngons planejaven envair Cardàssia a causa d'un cop d'estat que els havien fet creure que havia estat orquestrat pel Domini. Worf va informar a Sisko de mala gana, sabent que això posaria en perill el seu estatus a l'imperi. Després que comencés la invasió, Gowron va viatjar a DS9 per demanar a Worf que s'unís a ell a la batalla. Gowron creia que la Federació no era digna de la lleialtat de Worf perquè no lluitarien contra el Domini. Worf sentia que la guerra estava malament i no la podia donar suport. Gowron el va castigar restablint la desacreditació de Worf, però aquesta vegada executant-la al màxim, despullant-lo a ell i a la seva família del seu honor, terres i títols, fent efectiva la caiguda de la Casa de Mogh.
Worf va presentar la seva dimissió, però Sisko la va rebutjar perquè encara el necessitava. Havia decidit rescatar els membres del consell cardassià d'una mort segura a mans dels klíngons. En fer-ho, va poder demostrar que no hi havia cap implicació del Domini verificant les seves identitats. Els klíngons van atacar l'estació per capturar els membres del consell, però es van retirar a mesura que s'acostaven les naus de la Flota Estel·lar, per por d'una guerra en dos fronts.
Al final de la crisi immediata, Sisko va convèncer Worf perquè s'unís a la tripulació com a oficial d'Operacions Estratègiques. En aquest càrrec, coordinaria tota l'activitat de la Flota Estel·lar al sector bajorà i actuaria com a oficial executiu de l'USS Defiant, és a dir, que s'havia d'adaptar als requisits i obligacions que comportava l'uniforme vermell de "personal de comandament". Durant els primers mesos, Worf va tenir dificultats per adaptar-se a la vida a l'estació, involuntàriament sobrepassant els seus límits actuant com va fer a l' "Enterprise", cosa que el va posar durant un temps en desacord amb el cap de seguretat Odo. Per a Worf, la vida de l'estació semblava massa "gris", i posteriorment va sol·licitar traslladar les seves estances a bord del "Defiant".
Després de la guerra civil klíngon, Kurn havia aconseguit un escó al Consell Superior. L'oposició de Worf a la guerra contra Cardàssia va costar a Kurn el seu escó al consell. Quatre mesos després, va arribar a DS9 buscant ajuda del seu germà per dur a terme un ritual per morir amb honor. Creia que el ritual, que implicava que Worf el matés, era l'única manera de restaurar el seu honor. Inicialment, ignorant les ordres de Sisko de no dur a terme l'assassinat d'honor, Worf va fracassar en el seu primer intent de realitzar el ritual i més tard va descobrir que no es podia obligar a tornar-lo a fer, ja que havia adoptat un tret humà de moralitat i ho consideraria assassinar el seu germà. Worf va organitzar que el seu germà es fes una cirurgia estètica i li esborrés la memòria perquè pogués començar una nova vida sense vincles amb la Casa de Mogh. Kurn ara té la identitat de Rodek, que creu que va perdre la memòria després de ser impactat per una descàrrega de plasma (episodi de DS9 "Sons of Mogh"). Quan Rodek veu Worf, li pregunta si és de la família. Worf respon amargament que no té família.
Després d'un any de guerra entre la Federació i els klíngons, Worf es va unir a un equip enviat per investigar les afirmacions que Gowron era un canviat disfressat. Worf gairebé va matar Gowron en combat, però en l'últim moment es va revelar que l'impostor estava disfressat de l'assessor militar de Gowron, el general Martok. El descobriment va ajudar a restaurar la pau entre la Federació i els klíngons i va fer que Worf fos rebutjat de nou per Gowron per no haver-lo matat quan va tenir l'oportunitat, reafirmant la seva deshonra. (DS9: "Broken Link", "Apocalypse Rising").
A principis del 2373, Worf es va involucrar amb l'oficial científica del DS9 Jadzia Dax, una dona Trill. Estava familiaritzada amb els costums klíngon a causa de l'experiència de l'anterior amfitrió del simbiont Dax, Curzon. Va ser la primera no klíngon amb qui Worf va poder estar "físicament" a la manera tradicional klíngon, tot i que encara li va deixar blaus, talls i ossos trencats.
Durant una missió al Quadrant Gamma, Worf va ser capturat pel Domini i enviat a un camp de presoners Jem'Hadar on va conèixer el veritable general Martok i es va retrobar amb el veritable Dr. Bashir, que havien estat capturats i substituïts per canviats. Mentre els presoners intentaven escapar, Worf entrava en una ronda diària de combats amb cadascun dels guàrdies per torns. Es va guanyar el respecte i l'admiració de Martok i fins i tot dels guàrdies perquè no es rendia. Un cop els presoners van escapar, van aconseguir avisar l'estació sobre el canviant de Bashir.
En tornar, Martok va ser assignat al comandament del destacament klíngon a Espai Profund 9 i al comandament de l'IKS "Rotarran". Martok va demanar a Worf que fos el seu primer oficial. La nau havia patit moltes pèrdues contra el Domini, i la moral era baixa. La negativa de Martok a enfrontar-se a l'enemic, a causa del seu empresonament al Domini, va empitjorar les coses. Worf el va desafiar pel comandament, però va permetre que Martok guanyés i conservés el comandament. Això va portar a Martok a recuperar el seu coratge de guerrer i, amb renovat vigor, va liderar la tripulació a la seva primera victòria contra el Domini. Entenent el que havia fet Worf, Martok li va agrair que li recordés el seu deure com a soldat i li va oferir un lloc a casa seva com el seu germà. En unir-se a la Casa de Martok, l'estatus de Worf a l'imperi va ser restaurat (tot i que la Casa de Mogh continua afectada). El fill de Worf, Alexander, també va ser assignat als "Rotarran" després d'unir-se a la Força de Defensa Klíngon. Tot i que Worf inicialment estava allunyat del seu fill, ara adult, i escèptic sobre el desig del seu fill de servir a l'Imperi, finalment es va reconciliar amb ell, i el seu fill també es va unir a la Casa de Martok. Worf va continuar servint als "Rotarran" després que Sisko es retirés de DS9 al començament de la Guerra del Domini.
Quan Sisko finalment va tornar amb una flota de naus de la Federació per recuperar l'estació, Worf i Martok van pressionar Gowron perquè enviés naus klíngon a unir-se a la batalla. L'entrada de les naus klíngon va canviar el rumb i va permetre als Defiant trencar el pas i recuperar l'estació (DS9: "Favor the Bold", "Sacrifice of Angels").
Després d'haver ajudat a alliberar l'estació, Worf i Jadzia van decidir casar-se. El casament va ser una cerimònia tradicional klíngon que incloïa una sèrie de proves per part de Jadzia per obtenir l'aprovació de l'esposa de Martok per unir-se a la Casa de Martok. Això gairebé va acabar en desastre, ja que la Jadzia, d'esperit lliure, es va sentir obligada a prendre una posició en lloc de prendre's l'assumpte prou seriosament. Finalment, adonant-se de la seva importància per a Worf i aconsellada per Sisko que necessitava madurar, Jadzia va cedir i se li va permetre casar-se amb Worf.  (DS9: "You Are Cordially Invited").
A l'episodi de DS9 "Change of Heart", Worf va acabar prematurament una missió per contactar amb un informant cardassià dins del Domini per salvar la seva dona ferida. L'informant va ser posteriorment executat pel Domini, cosa que va fer que el capità Sisko advertís oficialment que la Flota Estel·lar podria no concedir a Worf el seu propi comandament després d'aquest incident (sent una altra amonestació oficial als registres importants de Worf). Tanmateix, Sisko va afegir que, si s'hagués vist obligat a triar entre el seu deure i la seva dona, hauria fet el mateix.
A finals de 2374, Worf i Jadzia estaven casats menys d'un any quan van decidir intentar tenir un fill, malgrat les extremes dificultats que plantejaven les biologies dispars de Trill i klíngons. Mentre Worf era fora durant una missió, Jadzia va visitar el temple bajorà de l'estació on va ser atacada i assassinada per un alienígena que posseïa el cos de Gul Dukat, que havia pujat a bord de l'estació per destruir un Orbe del Profeta. (DS9: "Time's Orphan", "Tears of the Prophets")
Julian Bashir va poder salvar el simbiont Dax, que va ser enviat de tornada al món natal dels Trill per reunir-se amb un nou hoste a bord de l'USS Destiny. Quan la salut del simbiont va empitjorar, el simbiont Dax va ser implantat en un nou hoste anomenat Ezri Dax, que era la consellera assistent de la nau. No havia estat entrenada per ser hoste, però era l'única Trill disponible a bord sense unir-se. Ezri va tenir dificultats per fer la transició i va buscar Ben Sisko a la Terra.
L'any 2375, Worf va liderar una missió per destruir una drassana del Domini. Va dedicar aquesta missió a la seva difunta esposa, per tal d'assegurar la seva entrada a Sto-Vo-kor, el regne semblant al Valhalla dels morts honorats, i se li uneixen Quark, Bashir i O'Brien (DS9: "Shadows and Symbols").
Ezri va ajudar Sisko en la seva missió i després va tornar a DS9 amb ell (DS9: "Shadows and Symbols"). Va acceptar la seva petició de quedar-se com a consellera de l'estació. Worf va evitar Ezri al principi, confós sobre què fer amb aquesta nova situació. El seu ràpid destí a DS9 va provocar diversos moments incòmodes entre ella i Worf, ja que el nou amfitrió portava tots els records dels seus antics amfitrions però tenia la seva pròpia personalitat, malgrat el seu passat compartit. A més, es considerava tabú a Trill que els nous amfitrions confraternitzessin amb antics amants. Després d'un breu reavivament dels seus sentiments l'un per l'altre, van decidir que les coses eren massa diferents i, finalment, els dos van establir una amistat còmoda, i Ezri finalment es va involucrar romànticament amb Julian Bashir (que anteriorment havia mostrat sentiments per Jadzia). Això va permetre a Worf acceptar que la "seva" Jadzia tingués el seu lloc a Sto-Vo-Kor.
El 2375, Worf es va preocupar pel lideratge de Gowron. L'entrada dels Breen a la guerra al costat del Domini va deixar temporalment de banda les flotes de la Federació i romulana, que van resultar vulnerables a l'armament dels Breen. Això va deixar els klíngons sols per continuar la lluita, ja que les seves naus no es van veure afectades de la mateixa manera. Gowron va assumir el comandament directe perquè temia la creixent popularitat de Martok i va idear un pla per desacreditar-lo. Va començar a ordenar a Martok missions gairebé suïcides contra les forces del Domini, amb l'esperança que una sèrie de derrotes debilitaria la popularitat de Martok i el desacreditaria com a líder militar. Reconeixent que Gowron estava posant en perill tot l'esforç bèl·lic pel bé del seu orgull personal, Worf va intentar convèncer Martok que havia de desafiar Gowron pel lideratge. Després que Martok s'hi negués, Worf va desafiar Gowron. ell mateix, al·legant la seva planificació defectuosa de la batalla, la seva conducta deshonrosa en intentar desacreditar Martok i les males estratègies en les etapes posteriors de la Guerra del Domini. Després d'una breu batalla, Worf va matar Gowron; per dret, va ser proclamat nou canceller de l'Alt Consell Klingon. Tanmateix, Worf va declinar a favor de Martok (DS9: "Tacking Into the Wind"). Irònicament, va ser de nou per la mà de Worf que es va decidir el següent canceller de l'Imperi (després d'haver matat Duras per permetre l'ascensió de Gowron després de la mort de K'mpec), i la segona vegada que ell i Gowron es van batre en duel, aquesta vegada acabant amb Gowron. Com a mostra de respecte, Worf va realitzar l'Udol de la Mort Klingon després de la mort de Gowron, essencialment perdonant les seves males accions i reconeixent que un guerrer digne estava de camí a Sto-Vo-Kor.
Després de la conclusió de la Guerra del Domini, a Worf se li va oferir el càrrec d'ambaixador de la Federació a Qo'noS (els món natal klíngon), tal com es mostra al final de la sèrie Star Trek: Deep Space Nine "What You Leave Behind".

### Pel·lícules deStar Trek
Worf va continuar apareixent a les pel·lícules de TNG, cosa que s'explica de diverses maneres, com ara ser rescatat del Defiant danyat durant una batalla amb els Borg (Star Trek: First Contact) agafar un acomiadament que el va portar a viatjar a l’Enterprise (Star Trek: Insurrection). Star Trek: Nemesis es va publicar després de la conclusió de DS9 i l'estatus de Worf en aquest moment no és clar, tot i que la novel·lització indicava que Worf va tornar a la Flota Estel·lar, ja que trobava la vida com a ambaixador insatisfactòria. Worf va assistir al casament de William Riker i Deanna Troi a la Terra i va viatjar a Betazed amb la tripulació de l’Enterprise per a la segona cerimònia de casament quan la nau va ser desviada per investigar senyals positrònics d'un sistema prop de la frontera romulana.

### Star Trek: Picard
En el moment de Star Trek: Picard, Worf s'ha convertit en subcontractista de la Intel·ligència de la Flota Estel·lar, havent aconseguit el rang de capità i havent comandat breument lEnterprise-E prèviament. Worf s'ha suavitzat amb l'edat, ja no cedeix als impulsos; fins i tot adopta una afició per la meditació i el te en el seu temps lliure, havent semblat haver abandonat l'òpera klíngon. També es revela que alguna cosa va passar a l'"Enterprise"-E sota el comandament de Worf que la fa inutilitzable en l'època de "Star Trek: Picard", cosa que Worf insisteix que no va ser culpa seva.
Un contacte (molt insinuat que és Odo) ha informat a Worf que un grup de canviants es va oposar a la rendició del Domini i va començar una campanya contra la Federació, cosa que va fer que Worf investigués les seves activitats, assistit per Raffi Musiker i supervisat per Ro Laren. Worf i Raffi interroguen múltiples còmplices criminals, inclosos el ferengi Sneed i el vulcanià Krinn, i descobreixen que el grup de canviants s'ha infiltrat als nivells més alts de la Flota Estel·lar i ha assaltat el seu laboratori més avançat, l'Institut Daystrom, per reiniciar la Guerra del Domini. Es retroba amb Picard i la resta de la tripulació de l' "Enterprise", inclòs un Data ressuscitat, durant la tercera temporada, i ajuda Picard a derrotar els col·laboradors dels canviants, els Borg, d'una vegada per totes utilitzant l' "Enterprise"-D reconstruït. Worf també ajuda Musiker a reunir-se amb la seva família distanciada filtrant-los en secret les seves gestes heroiques. Se'l veu per última vegada jugant a pòquer amb els seus companys de tripulació de l' "Enterprise" al bar Ten Forward de Los Angeles, content amb la seva vida.

### Versions alternatives
L'any 2370, després de tornar d'un torneig, Worf es va trobar amb una fissura quàntica i va començar a canviar a diferents realitats. En una realitat, es va involucrar amb Deanna Troi mentre es recuperava d'una lesió a la medul·la. Va demanar permís al comandant Riker per festejar Troi. Quan tenen lloc els esdeveniments d'aquest episodi, ja feia dos anys que estava casat amb ella. En una altra realitat, Worf és el primer oficial de l' "Enterprise", servint sota les ordres del capità Riker, que va assumir el comandament després que el capità Picard fos assassinat pels Borg. Està casat amb Deanna Troi i té una filla, Shannara Rozhenko, i un fill, Eric Christopher Rozhenko. Tanmateix, ella no sap res d'Alexander (TNG: "Paral·leles").
En un futur alternatiu, Alexander es converteix en diplomàtic en lloc de guerrer. Volia acabar amb les disputes entre les grans cases i va declarar que la Casa de Mogh ja no participaria en venjances de sang. Worf el va advertir que això era una mostra de debilitat, però Alexander va persistir. Poc després de la decisió d'Alexander, veu com Worf és assassinat a la sala del Gran Consell. Si s'hagués convertit en guerrer, pensa que potser hauria pogut salvar la vida del seu pare. Finalment, troba una manera de viatjar en el temps per intentar evitar que aquests esdeveniments es produeixin convencent el seu jo més jove perquè s'entreni per convertir-se en guerrer sota el nom fals de K'Mtar, però Worf el convenç de tornar al futur amb la garantia que ja ha canviat la seva pròpia història  (TNG: "El primogènit").
En un futur alternatiu, Worf s'havia mostrat reticent a involucrar-se amb Troi i la seva mort posterior va provocar una ruptura entre ell i Riker. Més tard va servir com a membre de l'Alt Consell Klingon i va ser governador de la colònia klingon d'H'atoria amb els seus companys klíngons, possiblement a la vora de la guerra amb la Federació després de conquerir l'Imperi Estel·lar Romulà. No obstant això, ajuda els seus antics companys de tripulació amb l'amenaça d'una erupció antitemporal, i Riker fa un gest conciliador al seu vell amic, demanant-li ajuda al pont Enterprise durant la situació, cosa que Worf accepta ("TNG": "Totes les coses bones...").
Durant una missió al Quadrant Gamma, el "Defiant" detecta una barrera d'energia que envolta un planeta en un sistema solar proper. Quan entren a la barrera, la nau està danyada i detecten un assentament amb 8.000 persones que són majoritàriament humanes. Quan investiguen, descobreixen que se'ls esperava. Els colons expliquen que són els descendents de la tripulació del "Defiant". En un parell de dies, quan el "Defiant" intenti sortir de l'òrbita, seran llançats dos segles enrere en el temps i s'estavellaran al planeta. Worf s'assabenta que es va casar i va formar una família. Coneix el seu descendent Brota, que lidera els Fills de Mogh. Els membres són descendents de Worf i Jadzia i d'altres que decideixen unir-s'hi. Segueixen els costums klingon tal com els va ensenyar Worf (DS9: "Children of Time").
A l'univers mirall, Worf lidera l'Aliança Klíngon-Cardassiana com a Regent. Després que els rebels terrans prenguin el control de Terok Nor, Worf intenta recuperar l'estació, però és derrotat pels rebels, que tenen una nova nau basada en el disseny del Defiant de l'univers principal. Enfurismat, Worf va afirmar que havia perdut només perquè havia estat traït, i el Garak del Mirall culpava l'intendent Kira Nerys com la probable font (DS9: "Shattered Mirror"). inalment, Worf la va capturar a ella i al Gran Nagus Zek, que va creuar a aquest univers per obrir nous mercats. Worf va acceptar deixar anar Zek a canvi d'un dispositiu de camuflatge, però el dispositiu va ser sabotejat i la seva nau va ser desactivada, cosa que va permetre als rebels terrans capturar-lo (DS9: "The Emperor's New Cloak").